# Nätmobbning
Nätmobbning, internetmobbning, e-mobbning eller digital mobbning är systematiska trakasserier och personangrepp mot en eller flera personer som sker via sociala medier (forum, webbplatser med användarbidrag, och dylikt) på internet, chattprogram, eller sms och mms via mobiltelefoner. Nätmobbning är inte begränsad till någon viss åldersgrupp. 

## Skillnad mot mobbning i allmänhet bland ungdomar
Enligt Robert Slonje som undersökt nätmobbning bland ungdomar är den stora skillnaden mot mobbning att nätmobbningen sker utanför skoltid. Nätmobbningen är vanligare bland 12–15-åringar än i andra åldersgrupper, och vanligare bland flickor än bland pojkar. En annan skillnad är att på internet vet den utsatte inte alltid vem eller vilka som utsatt en för mobbningen eller hur många som har sett det som skrivits om en.
De flesta ungdomar som utsatts berättar inte om det för vuxna, av rädsla för förnedring.

## Bakgrund
AnnBritt Enochsson, som forskar om digital mobbning bland ungdomar, menar att nätmobbning bygger på att tillvaron på internet och mobiltelefon medför att ungdomarna tar ut svängarna mer, både positivt och negativt.
Enligt Friends nätrapport från 2017 hade 35 procent av alla svenska 10–16-åringar utsatts för kränkningar på nätet: av dessa hade mer än var fjärde utsatts för nätmobbning. Enligt Statens medieråds rapport Föräldrar & medier oroade sig en majoritet av föräldrar till 9–12-åringar för att barnen skulle bli mobbade eller hotade på internet. Bland svenska ungdomar var de vanligaste arenorna för att bli utsatt för nätmobbning sociala medier och i spelchattar. År 2020 var Tiktok, Instagram, Snapchat och Youtube exempel på sociala plattformar där nätmobbning var vanligt. Bland pojkar var onlinespelvärlden den vanligaste platsen att bli utsatt.

## Metoder
Sms, e-post och inlägg på sociala medier, såsom Facebook och tidigare Lunarstorm men även på internetforum som till exempel Flashback, är de vanligaste metoderna att mobbas digitalt. En annan vanlig form är manipulerade eller privata bilder som sprids till en stor publik. Ytterligare en metod handla om att någon loggar in på den utsattes konto mot dennes vilja och låtsas vara vederbörande. Det kan även handla om utanförskap, som att inte bli inbjuden till samma chattgrupp som alla andra i en umgängeskrets.